# Shlomo Finkelstein (Schwimmer)
Shlomo Finkelstein (hebräisch שלמה פינקלשטיין) ist ein ehemaliger israelischer paralympischer Schwimmer.

## Schwimmkarriere
Shlomo Finkelstein trat bei den Sommer-Paralympics 1972 in Heidelberg im israelischen Team als Schwimmer in der Klasse 3 (heute S3) an. Er gewann Gold im 50 m Rückenschwimmen und im 75 m Freistil. Er wurde außerdem sechster in der Disziplin 50 m Freistil und war Teil des Wettbewerbs über 100 m, bei dem er Platz 35 belegte.
1975 gewann er zwei Goldmedaillen bei den Nationalmeisterschaften in Israel, wobei er zwei nationale Rekorde aufstellte. Im 25 Meter Schmetterlingsschwimmen kam er nach 27,8 Sekunden und im 75 m Freistil kam er nach 1:21,1 Minuten ins Ziel.